# Лорікет червоноволий
Лорікет червоноволий (Trichoglossus forsteni) — вид папугоподібних птахів родини Psittaculidae. Ендемік Індонезії.

## Поширення
Trichoglossus forsteni раніше траплявся на островах Балі, Ломбок, Сумбава, Танахджампеа і Калаотоа на заході Малих Зондських островів. Однак останні записи показують, що вид, ймовірно, обмежений лише частинами Балі (поширюється також на округ Баньювангі на Яві), північними частинами Ломбока та лише частинами провінції Західна Нуса-Тенґара в Сумбаві (включаючи райони в околицях гори Тамбора).
Мешкає в низинних і нижніх гірських лісах, включаючи вторинні зарості та плантації, зазвичай трапляється на узліссях і навколо порушеної рослинності, а не у внутрішніх закритих лісах. На Сумбаві трапляється від рівня моря до 500—700 м, але до 1200 м на Сумбаві та 2150 м на Ломбоку; принаймні на Сумбаві зміна діапазону висот приписується рухам, зробленим під час відстеження квітучих дерев на великій території.

## Підвиди
Відомо 4 підвиди:
- T. f. djampeanus Hartert, 1897 — о. Танахджампеа;
- T. f. stresemanni Meise, 1929 — о. Калаотоа;
- T. f. mitchellii Gray, GR, 1859 — о. Балі i Ломбок;
- T. f. forsteni Bonaparte, 1850 — о. Сумбава.

## Опис
Довжина тіла становить 27 см, а вага — від 110 до 130 г. Голова пурпурно-блакитна і має жовтувато-зелену смугу на шиї, яка переходить у фіолетову смугу. Спина і верхня частина хвоста зелені, а грудка червона. Підхвістя та стегна жовто-зелені. Має оранжево-червоний дзьоб, помаранчеві райдужні оболонки і голе сіре кільце на оці. Кігті сірі.